# Ahmad ibn Abi Jum'ah
Ahmad ibn Abi Jumʿah (en arabe : أحمد ابن أبي جمعة), de son nom complet Abû al-ʿAbbās Aḥmad ibn Abî Jumʿah al-Maghrāwi al-Wahrāni, né au milieu du XVe siècle probablement à Oran, et mort le 3 juin 1511 à Fès, était un théologien et juriste malikite algérien actif au Maghreb de la fin du XVe siècle jusqu'à sa mort. Il a été identifié comme étant l'auteur de la célèbre fatwa d'Oran de 1504, instruisant les musulmans d'Espagne sur la façon de pratiquer secrètement l'Islam, et leur accordant des dispenses complètes pour qu'ils se conforment publiquement au christianisme et accomplissent des actes normalement interdits en Islam lorsque cela est nécessaire pour survivre. En raison de sa qualité d'auteur de la fatwa, il est souvent appelé « mufti d'Oran ».

## Nom
Son nom a été donné sous diverses formes et interprétations, tant par les manuscrits de ses œuvres qui ont survécu que par les érudits modernes. Son nom complet est composé de plusieurs noms :
- Abu al-Abbas, qui signifie « père d'al-Abbas », est une kunya ou teknonyme.
- Ahmad est vraisemblablement son prénom[2].
- ibn (ou bin) Abi (ou Abu) Jum'ah est un nom patronymique, signifiant « fils d'Abu Jum'ah »[3].
- al-Maghrawi est une nisba, un nom signifiant le lieu d'origine ou l'affiliation tribale. Sa signification est contestée [3]. Un avis, soutenu par Mikel de Epalza et Jean Cantineau, dit qu'il signifie « d'Almagro », impliquant qu'il était un musulman espagnol qui avait ensuite fui à Oran[4]. Devin J. Stewart, tout en admettant qu'al-Maghrawi doit être un toponyme, a plutôt fait valoir qu'il se réfère à Maghrawa, une région du nord-ouest de l'Algérie entre l'Ouarsenis et Tlemcen. Bien qu'un autre avis, soutenu par L. P. Harvey entre autres, dit bien qu'il s'agit d'une appellation tribale signifiant l'appartenance a la tribu des Maghrawas[5].
- al-Wahrani est une autre nisba, qui signifie « d'Oran », en référence à la ville de Oran (en arabe : وهران, wahran) dans le nord-ouest de l'Algérie[3].

Dans certains manuscrits, le nom « Ubaydallah » est également ajouté, un nom théophore qui signifie « le petit serviteur de Dieu », et a probablement été ajouté comme une formule pieuse.

## Biographie
Il existe plusieurs théories contradictoires sur sa naissance et son enfance. Il est peut-être né à Oran, qui faisait alors partie du royaume zianide de Tlemcen, ou dans la région voisine de Maghrawa. De toute façon, il était probablement d'origine berbère et appartenait à la confédération tribale des Maghrawas. Certaines opinions disent également qu'il fut un natif d'Almagro, en Espagne. Sa date de naissance est inconnue, mais on estime qu'il est né au milieu du XVe siècle.
Il a commencé ses études à Oran avant de s'installer à Tlemcen, le centre islamique majeur le plus proche, pour recevoir une éducation en droit islamique et théologie. Il a étudié auprès de Muhammad ibn Yusuf al-Sanusi, un ʿālim (érudit islamique) bien connu. À Tlemcen, il a écrit Jami' Jawami' al-Ikhtisar wa al-Tibyan et a occupé un poste d'enseignant. À un moment donné (vers 1493 selon les estimations), il s'est installé à Fès ou il a obtenu un poste salarié de professeur de droit. Il a émis la fatwa d'Oran en 1504, probablement lorsqu'il était à Fès. Il est décédé à Fès le 3 juin 1511,. Son fils, Muhammad Shaqrun, deviendra lui aussi un ʿālim.
En raison de sa qualité d'auteur de la fatwa d'Oran, on l'a souvent appelé « le mufti d'Oran », ce qui laisse entendre qu'il a écrit la fatwa dans cette ville et qu'il avait une sorte d'autorité officielle en tant que mufti. Cependant, Devin J. Stewart a noté qu'il était actif à Fès (dans l'actuel Maroc), et non pas Oran, au moment de l'émission de la fatwa, et qu'il l'a probablement rédigée à cet endroit. Son nom ne figurait pas dans la liste des muftis officiels de Fès, il est donc probable que la fatwa n'a pas été émise à titre officiel, mais en tant que mufti privé émettant un avis juridique sur demande,. En théorie, tout juriste islamique compétent pourrait émettre une fatwa, bien qu'elle ait normalement moins de poids que celles d'un mufti officiel.

## Œuvres

### Fatwa d'Oran
Il est surtout connu pour avoir émis la fatwa communément appelée par les spécialistes modernes fatwa d'Oran,. Le nom « fatwa d'Oran » lui-même a été donné par les historiens modernes en raison du nom al-Wahrani (« d'Oran ») qui figurait dans le texte comme faisant partie de son nom. La fatwa a donné aux musulmans d'Espagne des instructions sur la manière de pratiquer secrètement l'islam et leur a accordé des dérogations complètes pour qu'ils se conforment publiquement au christianisme et accomplissent des actes normalement interdits par l'islam lorsque cela est nécessaire pour leur survie,, tout en maintenant les convictions internes contre de tels actes. La fatwa, tout en réaffirmant l'obligation orthodoxe de tous les musulmans, prévoit des assouplissements détaillés des exigences de la charia au profit des musulmans persécutés d'Espagne.
La fatwa était largement répandue parmi les musulmans et les Morisques (musulmans nominalement convertis au christianisme et leurs descendants) en Espagne, et l'une des traductions aljamiado qui ont survécu est datée de 1564, soit 60 ans après la fatwa originale. La fatwa a été décrite comme le « document théologique clé » pour comprendre la pratique des musulmans espagnols après la Reconquista jusqu'à l'expulsion des Morisques.

### Autres œuvres
Il a écrit Jamiʿ Jawamiʿ al-Ikhtisar wa al-Tibyan fima yaʿrudu bayna al-muʿallimin wa aba' al-sibyan (L'épitomé des épitomés de compétence et d'explication, sur ce qui se passe entre les enseignants et les pères de garçons), un traité sur l'éducation élémentaire lors de son séjour à Tlemcen.